# Historia literatury
Historia literatury – jeden z podstawowych działów literaturoznawstwa zajmujący się przekształceniami w literaturze określonego kręgu językowego dokonywanymi na tle historycznym. Historia literatury zajmuje się periodyzacją procesu historycznoliterackiego, badaniem rozwoju ewolucji i różnych zjawisk w dziedzinie literatury, komparatystyką, ewolucją postaw czytelniczych, form literackich, związkami literatury z życiem danej społeczności, a także ewolucją idei, problemów i motywów, będących pożywką dla literatury poszczególnych okresów literackich.
Jako odrębna dziedzina nauki pojawiła się w XVIII w. Wiąże się ona z innymi dziedzinami literaturoznawstwa, m.in. z teorią literatury, a także z innymi dziedzinami nauki, takimi jak: historia czy socjologia.
Często jest przedstawiana w opozycji do drugiej, głównej dziedziny badań literaturoznawczych – poetyki.